# Diego Enrique Osorno
Diego Enrique Osorno (1 de diciembre de 1980, Monterrey Nuevo León) es un escritor y reportero independiente que ha sido testigo y narrador de algunos conflictos del siglo XXI en México y otros países de América Latina. 
Además de publicar crónicas y reportajes en medios como Gatopardo, Reforma, L’Espresso, Proceso, Newsweek, Internazionale, Letras Libres, Courrier International, Etiqueta Negra, VICE y El Universal, ha escrito diversos libros de no ficción y dirigido documentales.

## Carrera
En el año 2012 es considerado uno de los Nuevos Cronistas de Indias, según la Fundación Gabriel García Márquez para el Nuevo Periodismo Iberoamericano. Ha sido testigo a ras de tierra de los principales conflictos sociales de la última década en México. Fuera del país ha hecho coberturas periodísticas en Líbano, Siria, Bolivia, Venezuela, Cuba, Colombia, Perú, Ecuador, Haití y Honduras, entre otros países. Fue profesor de crónica y reportaje en la Escuela de Periodismo Carlos Septién García y en la Universidad de Monterrey. También ha dado charlas en la Escuela de Negocios de Copenhague, la Universidad de Princeton, la Universidad de Texas, el Instituto Tecnológico y de Estudios Superiores de Monterrey, el ITAM, la UNAM y la Universidad de Arizona. Formó parte de la Comisión de la Verdad de Oaxaca, donde documentó crímenes de lesa humanidad y consignó a funcionarios involucrados en ejecuciones extrajudiciales y actos de tortura. 
Es autor de libros de crónica sobre temas políticos y sociales del México actual. Algunos de sus títulos, como El Cártel de Sinaloa (2009), La Guerra de los Zetas (2012) y Contra Estados Unidos (2014), han sido incluidos en las listas anuales de lo mejor de la literatura no ficción del diario Reforma. Varios de sus libros, como Slim. Biografía política del mexicano más rico del mundo (2015) han sido traducidos a diversos idiomas. 
Publica una columna semanal en el diario Máspormás, es socio fundador de Bengala, una agencia dedicada a la creación y desarrollo de historias para cine y televisión con sede en la Ciudad de México, y dirige El Barrio Antiguo, un proyecto periodístico-comunitario para impulsar la crónica en zonas de Nuevo León trastornadas por la violencia, en una iniciativa por regenerar el tejido social a partir del periodismo narrativo.

## Estudios y participación en el ámbito periodístico
Graduado de la Universidad Autónoma de Nuevo León (UANL) en el año 2002, Diego Enrique Osorno inició su labor periodística como reportero de los noticieros de la cadena de estaciones del Grupo Radio Alegría (1998–1999), para posteriormente convertirse en el conductor del programa radiofónico La Humareda, de Notiradio 660 (2000), y editor del periódico Voz de la Región Citrícola (2000). Formó parte del Diario de Monterrey [convertido después en Milenio Monterrey] donde llevó a cabo diversos reportajes de investigación que provocaron la destitución de funcionarios involucrados en actos de corrupción. Desde el año 2000, antes de que estallara la violencia en el noreste de México, documentó la presencia de los grupos del narcotráfico en la zona. 
Tras un año fuera del país, regresó a México para formar parte del equipo de Investigaciones Especiales de Milenio Diario. Algunas de sus más sobresalientes coberturas como reportero son la represión en Atenco, la crisis del sindicato minero, La Otra Campaña del Ejército Zapatista de Liberación Nacional (EZLN), la rebelión en Oaxaca, y algunos sucesos de la guerra del narco en Sinaloa, Michoacán, Tamaulipas y Nuevo León. En enero de 2008 el grupo realizó una entrevista al periodista Diego Enrique Osorno donde profundizan en las diferencias con otras guerrillas y futuro de la subversión.

Entre el vasto trabajo periodístico de Diego Enrique Osorno, tanto en México como en el extranjero, destacan crónicas y artículos: A cinco años del manantial masacrado (VICE, 2016), sobre la ineficacia del gobernador de Coahuila para hacerle justicia a las víctimas y afectados de las desapariciones forzadas en el norte del país a causa del crimen organizado; El mecenas que usa calculadora (El Universal, 2016), sobre el magnate mexicano-libanés Carlos Slim Helú; El escritor que no se volvió cobarde ni caníbal (Gatopardo, 2016), sobre el multifacético escritor Juan Villoro a partir de una conversación sostenida con él en la ciudad de Barcelona; Entrevista con un periodista amenazado (Gatopardo, 2016), sobre la vida en zozobra del escritor napolitano Roberto Saviano después de haber sido sentenciado a muerte por la mafia italiana; Messico: “We love Chapo” (2014), sobre el zar de las drogas mexicano el Chapo Guzmán, publicado en italiano en Il Fatto Quotidiano; Venga a comer el cóctel de camarones más grande del mundo a la tierra de las masacres más terribles de México (VICE, 2014), sobre un festival culinario en una zona del norte de México azotada por la violencia; Hannibal Lecter es de Monterrey (VICE, 2013), sobre un doctor preso en los ‘60s, acusado de asesinato y desmembración de cuerpos, en quien el novelista Thomas Harris se inspirara para crear al famoso asesino en serie interpretado por Anthony Hopkins en el filme El silencio de los inocentes; How a Mexican cartel demolished a town, incinerated hundreds of victims, and got away with it (VICE, 2014), sobre la violencia infligida por el narco en el norte de México; Ha muerto el inventor de la arrachera (Publimetro, 2013), sobre el carnicero José Inés Cantú y sus aportaciones a la gastronomía del noreste de México; Yo soy culpable (El Barrio Antiguo, 2013), sobre la historia del padre de familia Roberto Zavala tras perder a su hijo en el incendio de la Guardería ABC en Hermosillo, Sonora; Entrevista con un Zeta (Gatopardo, 2013), una charla organizada por Osorno entre el periodista Jon Lee Anderson y un soldado Zeta; y The Ex Mayor, una crónica que retrata al peculiar político mexicano Mauricio Fernández Garza (Etiqueta Negra, 2013, también traducida al inglés para la publicación International Boulevard), entre otros.
Sus textos, inscritos dentro del género periodístico conocido como periodismo narrativo, han sido incluidos en antologías publicadas en los EE. UU., Cuba, Reino Unido, España, Venezuela y otros países.

## Filmografía
Como reportero de los periódicos regiomontanos ABC, Diario de Monterrey y Milenio, Diego Enrique Osorno elaboró decenas de crónicas y reportajes acerca de temas políticos, sociales, policíacos y culturales del noreste de México y su frontera con Texas. Especialmente, ha investigado y documentado por cerca de quince años la realidad política en el municipio de San Pedro Garza García en Nuevo León, dando un seguimiento detallado, íntimo y particular al polémico empresario Mauricio Fernández Garza, miembro ilustre del Partido Acción Nacional y reconocido coleccionista de arte que llegó a desempeñar los cargos de senador del estado de Nuevo León (1994–2000) y presidente municipal (1988–1991 y 2009–2012) de San Pedro Garza García, la ciudad más rica de México.
En sus libros El Cártel de Sinaloa (Grijalbo, 2009) y La guerra de los Zetas (Grijalbo, 2012), Osorno incluyó amplios apartados sobre la realidad política de San Pedro Garza García. En 2009, cuando arreció la guerra del narco en México, realizó para la revista Gatopardo un extenso perfil titulado Un alcalde que no es normal, en el que retrata a Fernández Garza y sus métodos poco tradicionales de gobernar. En aquel periodo, tras un retiro temporal de la política, Fernández Garza había vuelto para gobernar su ciudad con mano dura. Como consta en los registros mediáticos, durante su toma de protesta como alcalde en 2009 anunció la muerte de un secuestrador incluso antes de que la policía encontrara su cadáver. Los asistentes, poderosos residentes del municipio de San Pedro Garza García, aplaudieron con euforia. Luego de aquella sesión oficial, el flamante alcalde le pidió a Osorno que lo acompañara a comer con su familia y un militar israelí, a quien lo presentó como su asesor en materia de seguridad. A partir de entonces se empezó a hacer más estrecha la relación entre mandatario y reportero.
En los años siguientes, inspirándose en estos hechos y junto con los cineastas Emiliano Altuna y Carlos Rossini, Osorno codirigió el rodaje de El alcalde, un documental que muestra la lógica empleada por un grupo de ricos mexicanos encarando la amenaza del narcotráfico en sus vidas. Más que eso, El alcalde es un monólogo que se centra en la figura de Mauricio Fernández Garza y su peculiar forma de procurar la seguridad durante su mandato, misma que algunos llegaron a calificar como paramilitar.
En su proyección en festivales tanto nacionales como internacionales, las salas tendieron a ser abarrotadas y, ante la aprobación mayoritaria del público, los organizadores de algunos de los festivales se vieron en la necesidad de programar funciones extras. El alcalde ganó diversos premios en el Festival Internacional de Cine de Los Cabos, el Festival Internacional de Cine de Cartagena de Indias y el Premio José Rovirosa de la UNAM.
En 2015, su agencia Bengala produce Los cuadros negros, una serie de cuatro entrevistas donde se abordan temas actuales que constituyen aquello que Osorno denomina “el abismo mexicano”: asesinatos, desapariciones, torturas, desplazamientos y amenazas. Por ejemplo, conocemos a detalle el caso de Roberto Zavala y su incansable lucha, aún seis años después del incidente, por hacer justicia tras la muerte de su hijo en el incendio de la Guardería ABC en Hermosillo Sonora; y un poco sobre la larga trayectoria del fotoperiodista Pedro Valtierra, quien actualmente continúa realizando su labor periodística en México, donde las desapariciones de periodistas son cada vez más comunes.

### Filmografía
- Sierra Madre: Prohibido Pasar, serie de ficción (Warner Bros Discovery, 2024)[4]
- La montaña, documental (Detective, 2023)
- 1994, serie documental (Netflix, Inc, 2019)
- Vaquero de mediodía, documental (Bengala, 2019)
- Dios nunca muere, documental (Ojo de Agua Comunicación, 2016).
- Los cuadros negros, serie web documental (Bengala, 2015).
- El poder de la silla, documental (Bengala, 2014).
- Entrevista con un Zeta, cortometraje documental (Bengala, Gatopardo; 2013).
- El alcalde, documental (Bambú, Imcine; 2012)

## Premios
A lo largo de su carrera periodística, Diego Enrique Osorno ha sido ganador de diversos reconocimientos. En 2010, NatGeo lo consideró uno de los mexicanos más representativos del Bicentenario de la Independencia de México. Al año siguiente, fue galardonado con el Premio Latinoamericano de Periodismo de Drogas, y la revista Proceso, en celebración de su 35to aniversario y cuyo jurado estaba compuesto por Alma Guillermo Prieto, Vicente Leñero, Rafael Rodríguez Castañeda, Juan Villoro y Jon Lee Anderson, le concedió el Premio Internacional de Periodismo. En 2012, la Fundación de Nuevos Cronistas Iberoamericanos, presidida por Gabriel García Márquez, lo consideró uno de los Nuevos Cronistas de Indias. En 2013 recibió el Premio Nacional de Periodismo, el cual dedicó al Ejército Zapatista de Liberación Nacional, y, en 2015, la revista Quién lo consideró uno de los cincuenta personajes que transforman a México.
- Premio A Mano Disarmata, Stampa Romana de Italia. (2014)
- Premio Nacional de Periodismo de México (2013, dedicado al Ejército Zapatista de Liberación Nacional).
- Mención honorífica del Premio Alemán de Periodismo Walter Reuter (Ciudad de México, 2014)
- Mención Honorífica del Festival Las Américas por codirección del documental El alcalde (Austin, Texas, 2013).
- Premio India Catalina del Festival Internacional de Cine de Cartagena, por codirección del documental El alcalde (Cartagena, Colombia, 2013).
- Nuevo Cronista de Indias, seleccionado por la Fundación de Nuevo Periodismo Iberoamericano – Gabriel García Márquez (Colombia, 2012).
- Finalista del Premio Mohamed Amin – Fundación Reuters (Londres, Inglaterra, 2012).
- Baja International Film Award por codirección del documental El alcalde (Los Cabos, Baja California Sur, 2012).
- Premio Internacional de Periodismo Proceso 35 aniversario (Ciudad de México, 2012).
- Premio Latinoamericano de Periodismo sobre Drogas, Buenos Aires, Argentina (2011).
- Reconocimiento de El Barzón A.C. por Trabajo Periodístico sobre Corrupción Gubernamental (Monterrey N.L., México, 2002).
- Premio al Mejor Reportaje de Investigación, otorgado por la Asociación de Periodistas de Nuevo León José Alvarado (Monterrey N.L., 2001).

## Proyectos
Al regresar a México tras un largo viaje cubriendo historias de guerra en el Medio Oriente, se ha dedicado a realizar investigaciones sobre los aspectos policiales y oficiosos de los desplazamientos forzados, los secuestros, las violaciones y la muerte de aproximadamente ochenta mil personas, sobre todo entre 2007 y 2010, como consecuencia de la guerra contra el narcotráfico declarada por el presidente Felipe Calderón en 2006.
La motivación para realizar este trabajo puede encontrarse en la reflexión de Ryszard Kapuściński, el reportero polaco que cubrió cincuenta guerras del siglo XX y que siempre ha sido gran inspiración para Osorno: “Hoy, para entender hacia dónde vamos, no hace falta fijarse en la política, sino en el arte”.